# Låt Dina portar upp
Låt dina portar upp, dikt av biskopen Erik Fahlcrantz, tonsatt för manskör av Johann Christian Friedrich Haeffner. 
Sången uruppfördes av Allmänna Sången i Uppsala vid Gustav Adolfsjubileet på Gustav Adolfsdagen den 6 november 1832. 
Den sjungs fortfarande inom den nordiska manskörstraditionen, och har nummer 32 i sångsamlingen Studentsången.

## Inspelningar
- Allmänna Sången (1963)[1]

### Fotnoter
1. ↑  "Ett Uppsalaår med Allmänna Sången" på Svensk mediedatabas